# Omid Ebrahimi
Omid Ebrahimi (persisch امید ابراهیمی; * 16. September 1987 in Nekā) ist ein iranischer Fußballspieler.

## Karriere

### Klub
Bis Sommer 2009 spielte er für den Bank Melli FC und wechselte danach weiter zu Shahrdari Bandar Abbas. Nach einer Spielzeit hier war seine nächste Station der Sepahan FC. Zur Saison 2014/15 schloss er sich dem Esteghlal FC an und verblieb hier noch einmal für vier Jahre. Anschließend wechselte er zur Runde 2018/19 erstmals ins Ausland zum katarischen Klub al-Ahli. Von dort wurde er wiederum über eine Kooperation zum KAS Eupen Anfang September 2019 verliehen. Nach seiner Rückkehr zur Saison 2020/21 verblieb er diese noch bei dem Klub und schloss sich dann im Sommer 2021 dem al-Wakrah SC an.

### Nationalmannschaft
Sein erster bekannter Einsatz für die iranische Nationalmannschaft war ein 0:0 gegen Saudi-Arabien während der Westasienmeisterschaft 2012. Für die Endrunde wurde er hier aber nicht für den Kader nominiert.
Nach nur einem Freundschaftsspieleinsatz im Jahr 2014 kam er ab 2015 wieder öfter zum Einsatz. Im Sommer des Jahres wurde er auch in Spielen der Qualifikation für die Weltmeisterschaft 2018 eingesetzt. Nach der erfolgreichen Qualifikation war er auch Teil des Kaders der Mannschaft bei der Endrunde und wurde auch in allen drei Spielen eingesetzt.
Sein nächstes Turnier war anschließend die Asienmeisterschaft 2019, wo er in allen Gruppenspielen sowie der kompletten K.-o.-Phase zum Einsatz kam. Insgesamt erreichte er mit seinem Team hier das Halbfinale, wo man jedoch mit 0:3 Japan unterlag. Zuletzt kam er vermehrt bei der Qualifikation für die Weltmeisterschaft 2022 zum Einsatz. Diese Einsätze waren aber bereits im Jahr 2019, sein bislang letzter Einsatz war im März 2021 bei einem Freundschaftsspiel.